# واقعه تیراندازی در وینندن
حادثه تیراندازی در وینندن (به انگلیسی: Winnenden school shooting) در تاریخ یازدهم مارس سال ۲۰۰۹ (میلادی) و در شهر وینندن آلمان رخ داد که طی آن ۱۶ نفر کشته‌شدند.
در این حادثه جوانی ۱۷ ساله با شلیک گلوله باعث مرگ سه معلم و دست کم نه دانش آموز شد. این مهاجم سپس با شلیک به سمت مردم، فرار کرد و پلیس نیز در تعقیب او بود که نهایتاً در پارکینگ سوپرمارکتی به ضرب گلوله خود کشته شد.
بنا بر گزارش‌ها، او هنگام تعقیب و گریز به سوی پلیس شلیک می‌کرده که در این تیراندازی سه عابر را نیز کشته‌است.در پی حادثه در آلمان عزای عمومی اعلام شد. .

## جنایتکار
جنایتکار حادثه تیراندازی در وینندن، پسری ۱۷ ساله به نام تیم کرتسمر (Tim Kretschmer)، یکی از ساکنان همجوار شهرداری لتنباخ بود.